# Баре, Янник
Янник Баре (фр. Yannick Baret; род. 20 декабря 1972, Рамбервиллер) — французский футболист, выступавший на позиции полузащитника.

## Карьера
Профессиональную карьеру начал в клубе Дивизиона 2 «Эпиналь». В дальнейшем играл за вторую команду «Монако» и, в сезоне 1994/95, за главную команду клуба, проведя в первом дивизионе 6 матчей, дебютировал в высшей французской лиге выйдя на замену на 77-й минуте матча против «Лилля» (2:0) 20 августа 1994 года. Летом 1995 года перешёл в состав новичка Дивизиона 1 «Генгама», за который отыграл восемь с половиной сезонов. Вместе с «Генгамом» выиграл Кубок Интертото в 1996 году (провёл в этом турнире 5 матчей, забил 1 мяч; также отыграл первый матч первого раунда Кубка УЕФА против миланского «Интера»), вылетал из Дивизиона 1 (1997/98) и возвращался обратно (1999/2000). По ходу сезона 2002/03 перешёл в клуб второго дивизиона «Лорьян». В августе 2004 года перешёл в любительскую команду футбольной лиги Бретани «Ланьон» из одноимённого города.
Всего в Дивизионе 1 сыграл 173 матча и забил 8 мячей.